# Boyan Slat
Boyan Slat (født 27. juli 1994) er en hollandsk opfinder og entreprenør. Han har studeret fly- og rumteknik, og han er grundlægger og CEO for The Ocean Cleanup.